# ابزار (یمن)
 أَبزار  روستایی بزرگی از توابع استان عَمران در کشور یمن و در شبه جزیره عربستان واقع می‌باشد. 
این روستا در ناحیه (مخلاف بنی بحر) در قصبهٔ عُتمَه واقع شده‌است. 

روستایی بامردمان خون گرم ومهمان نواز. از مشاهیر این روستا حمید أبزار یکی از شاعران ومؤرخین این ناحیه بوده‌است که در قرن سوم هجری قمری می‌زیسته‌است. مسجدی تاریخی در این روستا وجود دارد که به نام مسجد الآبزار معروف است. این مسجد توسط الامیر اسکندر بن حسام الدین الکردی تأسیس شده‌است، سنگ نبشتهٔ سر در ورودی مسجد نشان می‌دهد که در سال ۹۶۷ هجری قمری بنیانگذاری شده‌است.